# Sestola
Sestola is een gemeente in de Italiaanse provincie Modena (regio Emilia-Romagna) en telt 2647 inwoners (31-12-2004). De oppervlakte bedraagt 52,5 km², de bevolkingsdichtheid is 51 inwoners per km².
De volgende frazioni maken deel uit van de gemeente: Casine, Castellaro, Rocchetta Sandri, Roncoscaglia, Vesale.

## Demografie
Sestola telt ongeveer 1264 huishoudens. Het aantal inwoners daalde in de periode 1991-2001 met 3,1% volgens cijfers uit de tienjaarlijkse volkstellingen van ISTAT.
| Jaar | Inwoneraantal |
| ---- | ------------- |
| 1991 | 2756          |
| 2001 | 2670          |

## Geografie
Sestola grenst aan de volgende gemeenten: Fanano, Montecreto.

## Geboren
- Ida Galli (1939), actrice